# Chenac-Saint-Seurin-d'Uzet
Chenac-Saint-Seurin-d'Uzet là một xã trong tỉnh Charente-Maritime trong vùng Nouvelle-Aquitaine, tây nam nước Pháp. Xã Chenac-Saint-Seurin-d'Uzet nằm ở khu vực có độ cao t 0-62 mét trên mực nước biển.